# João Bruno
João Bruno Pereira Monteiro (sinh ngày 11 tháng 1 năm 1998) là một cầu thủ bóng đá người Bồ Đào Nha thi đấu cho Vitória Guimarães B ở vị trí tiền vệ.

## Sự nghiệp bóng đá
Vào ngày 13 tháng 5 năm 2018, Bruno có màn ra mắt cho Vitória Guimarães B trong trận đấu tại LigaPro 2017–18 trước Nacional.